# Ronda 5 de GP2 Series de 2012
A Quinta rodada da Temporada da GP2 Series de 2012 aconteceu em Monte Carlo, Monaco,  entre 24 e 26 de maio.

## Classificatória
A sessão de qualificação foi dividida em dois grupos, a fim de evitar acidentes devido à superlotação na pista. Após uma votação, o Grupo A foi formada por carros com números pares e Grupo B por aqueles com números ímpares.
Group A
| Pos. | No. | Piloto              | Time                    | Tempo    | Grid |
| ---- | --- | ------------------- | ----------------------- | -------- | ---- |
| 1    | 26  | Max Chilton         | Carlin                  | 1:21.320 | 2    |
| 2    | 12  | Giedo van der Garde | Caterham Racing         | 1:21.475 | 4    |
| 3    | 8   | Jolyon Palmer       | iSport International    | 1:21.530 | 6    |
| 4    | 2   | Josef Král          | Barwa Addax Team        | 1:21.776 | 8    |
| 5    | 10  | Esteban Gutiérrez   | Lotus GP                | 1:21.796 | 10   |
| 6    | 14  | Stefano Coletti     | Scuderia Coloni         | 1:22.174 | 12   |
| 7    | 16  | Stéphane Richelmi   | Trident Racing          | 1:22.326 | 14   |
| 8    | 6   | Nathanaël Berthon   | Racing Engineering      | 1:22.475 | 16   |
| 9    | 4   | Felipe Nasr         | DAMS                    | 1:22.650 | 18   |
| 10   | 22  | Simon Trummer       | Arden International     | 1:22.997 | 20   |
| 11   | 18  | Fabrizio Crestani   | Venezuela GP Lazarus    | 1:23.193 | 22   |
| 12   | 24  | Victor Guerin       | Ocean Racing Technology | 1:23.792 | 24   |
| 13   | 20  | Ricardo Teixeira    | Rapax                   | 1:25.661 | 26   |

Group B
| Pos. | No. | Piloto              | Time                    | Tempo    | Grid |
| ---- | --- | ------------------- | ----------------------- | -------- | ---- |
| 1    | 1   | Johnny Cecotto, Jr. | Barwa Addax Team        | 1:21.195 | 1    |
| 2    | 7   | Marcus Ericsson     | iSport International    | 1:21.249 | 3    |
| 3    | 23  | Luiz Razia          | Arden International     | 1:21.858 | 5    |
| 4    | 3   | Davide Valsecchi    | DAMS                    | 1:21.912 | 7    |
| 5    | 5   | Fabio Leimer        | Racing Engineering      | 1:22.053 | 9    |
| 6    | 21  | Tom Dillmann        | Rapax                   | 1:22.288 | 11   |
| 7    | 9   | James Calado        | Lotus GP                | 1:22.598 | 13   |
| 8    | 17  | Julián Leal         | Trident Racing          | 1:22.762 | 15   |
| 9    | 11  | Rodolfo González    | Caterham Racing         | 1:22.873 | 17   |
| 10   | 25  | Nigel Melker        | Ocean Racing Technology | 1:22.996 | 19   |
| 11   | 15  | Fabio Onidi         | Scuderia Coloni         | 1:23.020 | 21   |
| 12   | 27  | Rio Haryanto        | Carlin                  | 1:23.539 | 23   |
| 13   | 19  | Giancarlo Serenelli | Venezuela GP Lazarus    | 1:25.907 | 25   |

Classificação intercalada
| Pos. | No. | Piloto              | Time                    | Pos. | No. | Piloto              | Time                    |
| ---- | --- | ------------------- | ----------------------- | ---- | --- | ------------------- | ----------------------- |
| 1    | 1   | Johnny Cecotto, Jr. | Barwa Addax Team        |      |     |                     |                         |
|      |     |                     |                         | 2    | 26  | Max Chilton         | Carlin                  |
| 3    | 7   | Marcus Ericsson     | iSport International    |      |     |                     |                         |
|      |     |                     |                         | 4    | 12  | Giedo van der Garde | Caterham Racing         |
| 5    | 23  | Luiz Razia          | Arden International     |      |     |                     |                         |
|      |     |                     |                         | 6    | 8   | Jolyon Palmer       | iSport International    |
| 7    | 3   | Davide Valsecchi    | DAMS                    |      |     |                     |                         |
|      |     |                     |                         | 8    | 2   | Josef Král          | Barwa Addax Team        |
| 9    | 5   | Fabio Leimer        | Racing Engineering      |      |     |                     |                         |
|      |     |                     |                         | 10   | 10  | Esteban Gutiérrez   | Lotus GP                |
| 11   | 21  | Tom Dillmann        | Rapax                   |      |     |                     |                         |
|      |     |                     |                         | 12   | 14  | Stefano Coletti     | Scuderia Coloni         |
| 13   | 9   | James Calado        | Lotus GP                |      |     |                     |                         |
|      |     |                     |                         | 14   | 16  | Stéphane Richelmi   | Trident Racing          |
| 15   | 17  | Julián Leal         | Trident Racing          |      |     |                     |                         |
|      |     |                     |                         | 16   | 6   | Nathanaël Berthon   | Racing Engineering      |
| 17   | 11  | Rodolfo González    | Caterham Racing         |      |     |                     |                         |
|      |     |                     |                         | 18   | 4   | Felipe Nasr         | DAMS                    |
| 19   | 25  | Nigel Melker        | Ocean Racing Technology |      |     |                     |                         |
|      |     |                     |                         | 20   | 22  | Simon Trummer       | Arden International     |
| 21   | 15  | Fabio Onidi         | Scuderia Coloni         |      |     |                     |                         |
|      |     |                     |                         | 22   | 18  | Fabrizio Crestani   | Venezuela GP Lazarus    |
| 23   | 27  | Rio Haryanto        | Carlin                  |      |     |                     |                         |
|      |     |                     |                         | 24   | 24  | Victor Guerin       | Ocean Racing Technology |
| 25   | 19  | Giancarlo Serenelli | Venezuela GP Lazarus    |      |     |                     |                         |
|      |     |                     |                         | 26   | 20  | Ricardo Teixeira    | Rapax                   |

## Primeira Corrida
| Pos.                                                                        | No. | Driver              | Team                    | Laps | Time/Retired | Grid | Points    |
| --------------------------------------------------------------------------- | --- | ------------------- | ----------------------- | ---- | ------------ | ---- | --------- |
| 1                                                                           | 1   | Johnny Cecotto, Jr. | Barwa Addax Team        | 42   | 59:42.521    | 1    | 29 (25+4) |
| 2                                                                           | 7   | Marcus Ericsson     | iSport International    | 42   | +0.564       | 3    | 18        |
| 3                                                                           | 12  | Giedo van der Garde | Caterham Racing         | 42   | +5.040       | 4    | 15        |
| 4                                                                           | 3   | Davide Valsecchi    | DAMS                    | 42   | +16.347      | 7    | 12        |
| 5                                                                           | 26  | Max Chilton         | Carlin                  | 42   | +17.378      | 2    | 10        |
| 6                                                                           | 8   | Jolyon Palmer       | iSport International    | 42   | +21.883      | 6    | 8         |
| 7                                                                           | 9   | James Calado        | Lotus GP                | 42   | +25.686      | 13   | 6         |
| 8                                                                           | 16  | Stéphane Richelmi   | Trident Racing          | 42   | +42.275      | 14   | 4         |
| 9                                                                           | 6   | Nathanaël Berthon   | Racing Engineering      | 42   | +45.319      | 16   | 2         |
| 10                                                                          | 14  | Stefano Coletti     | Scuderia Coloni         | 42   | +47.099      | 12   | 3 (1+2)   |
| 11                                                                          | 21  | Tom Dillmann        | Rapax                   | 42   | +51.285      | 11   |           |
| 12                                                                          | 22  | Simon Trummer       | Arden International     | 42   | +1:04.054    | 20   |           |
| 13                                                                          | 11  | Rodolfo González    | Caterham Racing         | 42   | +1:21.396    | 17   |           |
| 14                                                                          | 27  | Rio Haryanto        | Carlin                  | 42   | +1:23.537    | 23   |           |
| 15                                                                          | 23  | Luiz Razia          | Arden International     | 42   | +1:23.639    | 5    |           |
| 16                                                                          | 24  | Victor Guerin       | Ocean Racing Technology | 41   | +1 volta     | 24   |           |
| 17                                                                          | 4   | Felipe Nasr         | DAMS                    | 41   | +1 volta     | 18   |           |
| 18                                                                          | 5   | Fabio Leimer        | Racing Engineering      | 41   | +1 volta     | 9    |           |
| 19                                                                          | 18  | Fabrizio Crestani   | Venezuela GP Lazarus    | 41   | +1 volta     | 22   |           |
| 20                                                                          | 20  | Ricardo Teixeira    | Rapax                   | 41   | +1 volta     | 26   |           |
| 21                                                                          | 17  | Julián Leal         | Trident Racing          | 40   | +2 voltas    | 15   |           |
| 22                                                                          | 19  | Giancarlo Serenelli | Venezuela GP Lazarus    | 40   | +2 voltas    | 25   |           |
| 23                                                                          | 10  | Esteban Gutiérrez   | Lotus GP                | 37   | Retirou-se   | 10   |           |
| Ret                                                                         | 25  | Nigel Melker        | Ocean Racing Technology | 32   | Retirou-se   | 19   |           |
| Ret                                                                         | 15  | Fabio Onidi         | Scuderia Coloni         | 26   | Retirou-se   | 21   |           |
| Ret                                                                         | 2   | Josef Král          | Barwa Addax Team        | 0    | Retirou-se   | 8    |           |
| volta mais rápida: Stefano Coletti (Scuderia Coloni) — 1:22.667 (voltas 41) |     |                     |                         |      |              |      |           |

## Segunda corrida
| Pos.                                                                      | No. | Driver              | Team                    | Laps | Time/Retired | Grid | Points  |
| ------------------------------------------------------------------------- | --- | ------------------- | ----------------------- | ---- | ------------ | ---- | ------- |
| 1                                                                         | 8   | Jolyon Palmer       | iSport International    | 30   | 45:41.227    | 3    | 15      |
| 2                                                                         | 26  | Max Chilton         | Carlin                  | 30   | +1.083       | 4    | 12      |
| 3                                                                         | 12  | Giedo van der Garde | Caterham Racing         | 30   | +4.426       | 6    | 10      |
| 4                                                                         | 7   | Marcus Ericsson     | iSport International    | 30   | +8.133       | 7    | 8       |
| 5                                                                         | 11  | Rodolfo González    | Caterham Racing         | 30   | +19.968      | 13   | 6       |
| 6                                                                         | 23  | Luiz Razia          | Arden International     | 30   | +23.273      | 15   | 6 (4+2) |
| 7                                                                         | 6   | Nathanaël Berthon   | Racing Engineering      | 30   | +26.376      | 9    | 2       |
| 8                                                                         | 10  | Esteban Gutiérrez   | Lotus GP                | 30   | +26.880      | 23   | 1       |
| 9                                                                         | 22  | Simon Trummer       | Arden International     | 30   | +31.663      | 12   |         |
| 10                                                                        | 2   | Josef Král          | Barwa Addax Team        | 30   | +35.338      | 26   |         |
| 11                                                                        | 27  | Rio Haryanto        | Carlin                  | 30   | +36.546      | 14   |         |
| 12                                                                        | 25  | Nigel Melker        | Ocean Racing Technology | 30   | +37.164      | 24   |         |
| Ret                                                                       | 9   | James Calado        | Lotus GP                | 20   | Retirou-se   | 2    |         |
| Ret                                                                       | 17  | Julián Leal         | Trident Racing          | 12   | Retirou-se   | 21   |         |
| Ret                                                                       | 5   | Fabio Leimer        | Racing Engineering      | 8    | Retirou-se   | 18   |         |
| Ret                                                                       | 18  | Fabrizio Crestani   | Venezuela GP Lazarus    | 8    | Retirou-se   | 19   |         |
| Ret                                                                       | 24  | Victor Guerin       | Ocean Racing Technology | 0    | Retirou-se   | 16   |         |
| Ret                                                                       | 21  | Tom Dillmann        | Rapax                   | 0    | Retirou-se   | 11   |         |
| Ret                                                                       | 16  | Stéphane Richelmi   | Trident Racing          | 0    | Retirou-se   | 1    |         |
| Ret                                                                       | 14  | Stefano Coletti     | Scuderia Coloni         | 0    | Retirou-se   | 10   |         |
| Ret                                                                       | 20  | Ricardo Teixeira    | Rapax                   | 0    | Retirou-se   | 20   |         |
| Ret                                                                       | 1   | Johnny Cecotto, Jr. | Barwa Addax Team        | 0    | Retirou-se   | 8    |         |
| Ret                                                                       | 19  | Giancarlo Serenelli | Venezuela GP Lazarus    | 0    | Retirou-se   | 22   |         |
| Ret                                                                       | 15  | Fabio Onidi         | Scuderia Coloni         | 0    | Retirou-se   | 25   |         |
| Ret                                                                       | 4   | Felipe Nasr         | DAMS                    | 0    | Retirou-se   | 17   |         |
| Ret                                                                       | 3   | Davide Valsecchi    | DAMS                    | 0    | Retirou-se   | 5    |         |
| volta mais rápida: Luiz Razia (Arden International) — 1:22.223 (volta 30) |     |                     |                         |      |              |      |         |

|   | Pos | Piloto                                               | Pontos |
| - | --- | ---------------------------------------------------- | ------ |
|   | 1   | Davide Valsecchi                                     | 141    |
|   | 2   | Luiz Razia                                           | 110    |
| 1 | 3   | Giedo van der Garde                                  | 85     |
| 2 | 4   | Predefinição:Country data Great Britain Max Chilton  | 79     |
| 2 | 5   | Predefinição:Country data Great Britain James Calado | 75     |

|   | Pos | Time                | Pontos |
| - | --- | ------------------- | ------ |
|   | 1   | DAMS                | 169    |
|   | 2   | Lotus GP            | 135    |
|   | 3   | Arden International | 111    |
|   | 4   | Carlin              | 95     |
| 1 | 5   | Caterham Racing     | 91     |